# Kiyomizu-dera
Kiyomizu-dera (清水寺?), denumirea deplină Otowa-san Kiyomizu-dera (音羽山清水寺?) este un templu budist în partea de est a orașului Kyoto. Acest templu face parte din complexul Monumente istorice ale vechiului Kyoto (orașele Kyoto, Uji și Otsu), inclus în Partimoniul Mondial UNESCO. Acest templu nu trebuie confundat cu templul Kiyomizu-dera, care se află în orașul Yasugi și face parte din ruta de pelerinaj Chūgoku 33 Kannon din Japonia de vest, cuprinzând 33 de temple.

## Istoric

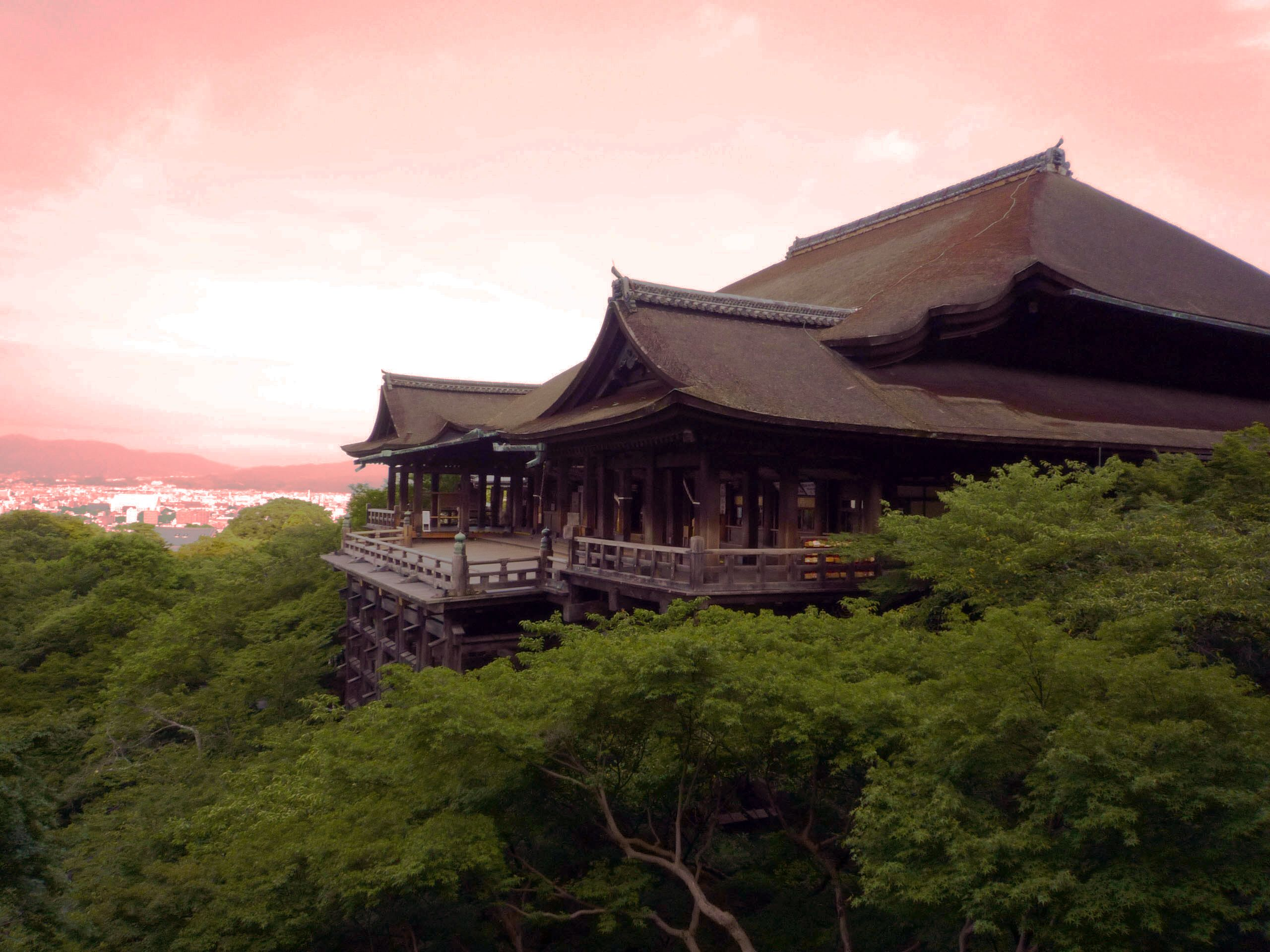
Terasa Kyomizu-dera

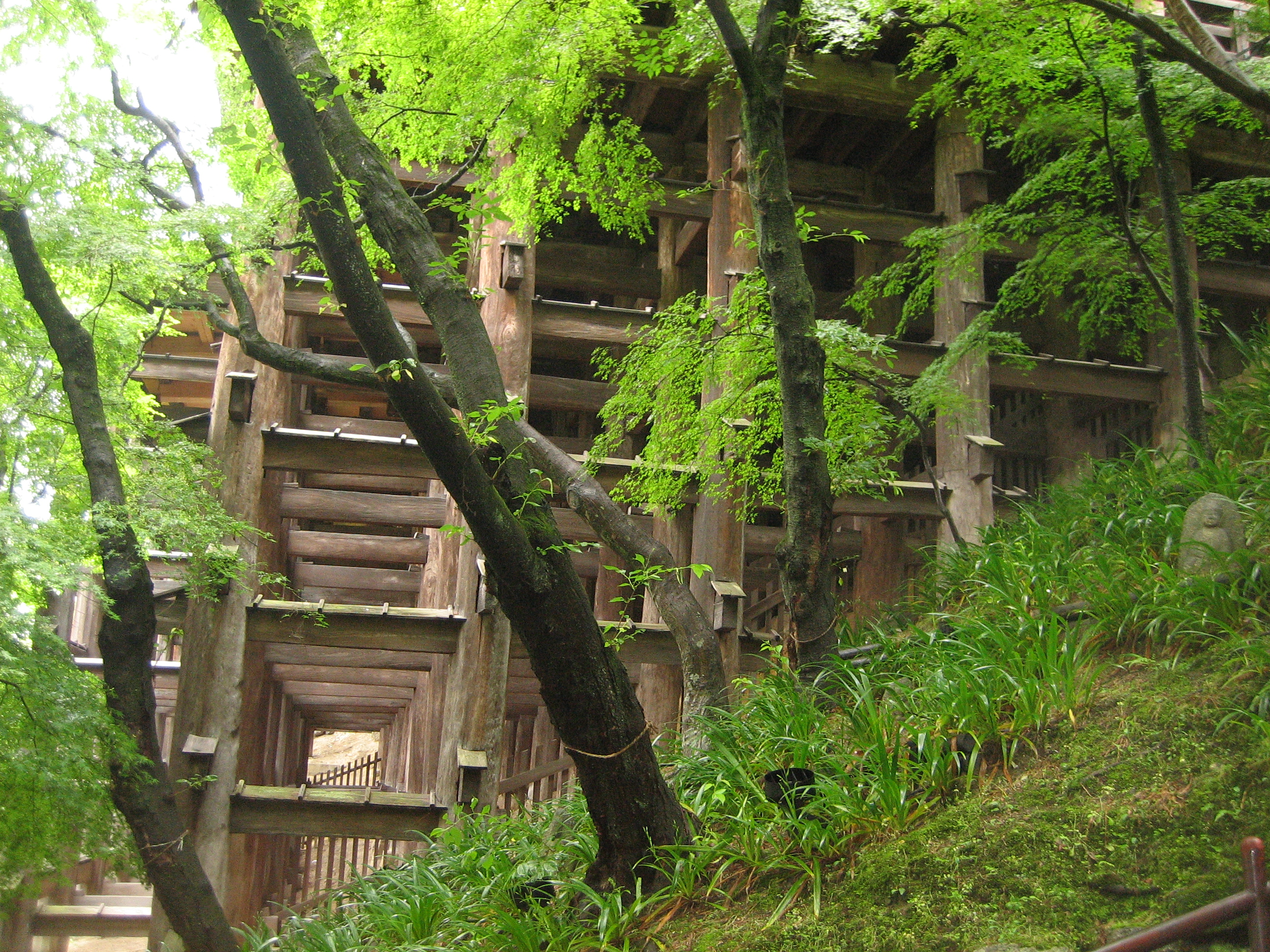
Pilonii de suport ai clădirii principale, văzuţi de pe scara spre Cascada Otowa

Kiyomizu-dera a fost fondat la sfârșitul perioadei Nara (al nouălea an al erei Hoki, anul 778 d.H.). El a fost dedicat lui Senju Kannon, una dintre manifestările lui bodhisattva Avalokiteśvara (Kannon bosatsu). Pe percursul perioadei de peste 1200 ani, templul a fost ars sau distrus de repetate ori, dar mereu reconstruit din nou. Majoritatea clădirilor contemporane au fost reconstruite în 1633. Ele includ Sala Principală, inclusă în Tezaurul Național, și 15 alte structuri cu statut de Patrimoniu Cultural Important, conferit de guvernul Japoniei. În 1994 Kiyomizu-dera a fost inscris în lista de Partimoniul Cultural Mondial UNESCO ca Monument Istoric al Vechiului Kyoto.
Denumirea provine de la cascada din cadrul complexului. Literal, kiyomizu înseamnă apă curată sau apă pură

## Clădirile principale
Sala principală are o terasă, care se sprijină pe piloni înalți și oferă o priveliște impresionantă asupra orașului. Expresia „a sări de pe terasa Kiyomizu” populară în limba japoneză se poate echivala cu expresia „a-și încerca soarta”. Expresia se referă la o tradiție din perioada Edo, potrivit căreia persoanei care supraviețuiește saltului de 13 m de pe terasă i se va împlini visul. În perioada Edo au fost documentate 234 de încercări, din care 85,4% au supraviețuit. În prezent această practică este interzisă.
Mai jos de sală principală se afla cascada Otowa, unde trei șuvoaie de apă se scurg în bazin. Vizitatorii templului iau apă careia i se atribuie proprietăți curative. Se spune că consumarea apei din cele trei șuvoaie conferă înțelepciune, sănătate și longevitate. Însă unii japonezi cred că pot fi alese doar două -- fiind lacomă și bând din toate trei persoana atrage nenorocire asupra sa.

### Nio-Mon
Porțile Regilor Deva (仁王門 Nio-Mon?) sau Porțile Roșii, sunt o clădire impunătoare, caracteristică pentru perioada Muromachi (1392-1573). Denumirea provine de la numele zeităților păzitoare ale lui Buddha, două statui ale cărora se se află în interiorul clădirii. Nio-Mon are statut de Patrimoniu Cultural Important.

### Sai-Mon
Porțile de Vest (西門 Sai-Mon?) au fost construite în 1631 (începutul perioadei Edo). Fiind un exemplu al stilului celor opt piloni, clădirea este bine cunoscută pentru unicitatea și bogăția arhitecturii sale. Sai-Mon are statut de Patrimoniu Cultural Important.

### Hondo
Sala principală (本堂 Hondo?)

## Fotogalerie

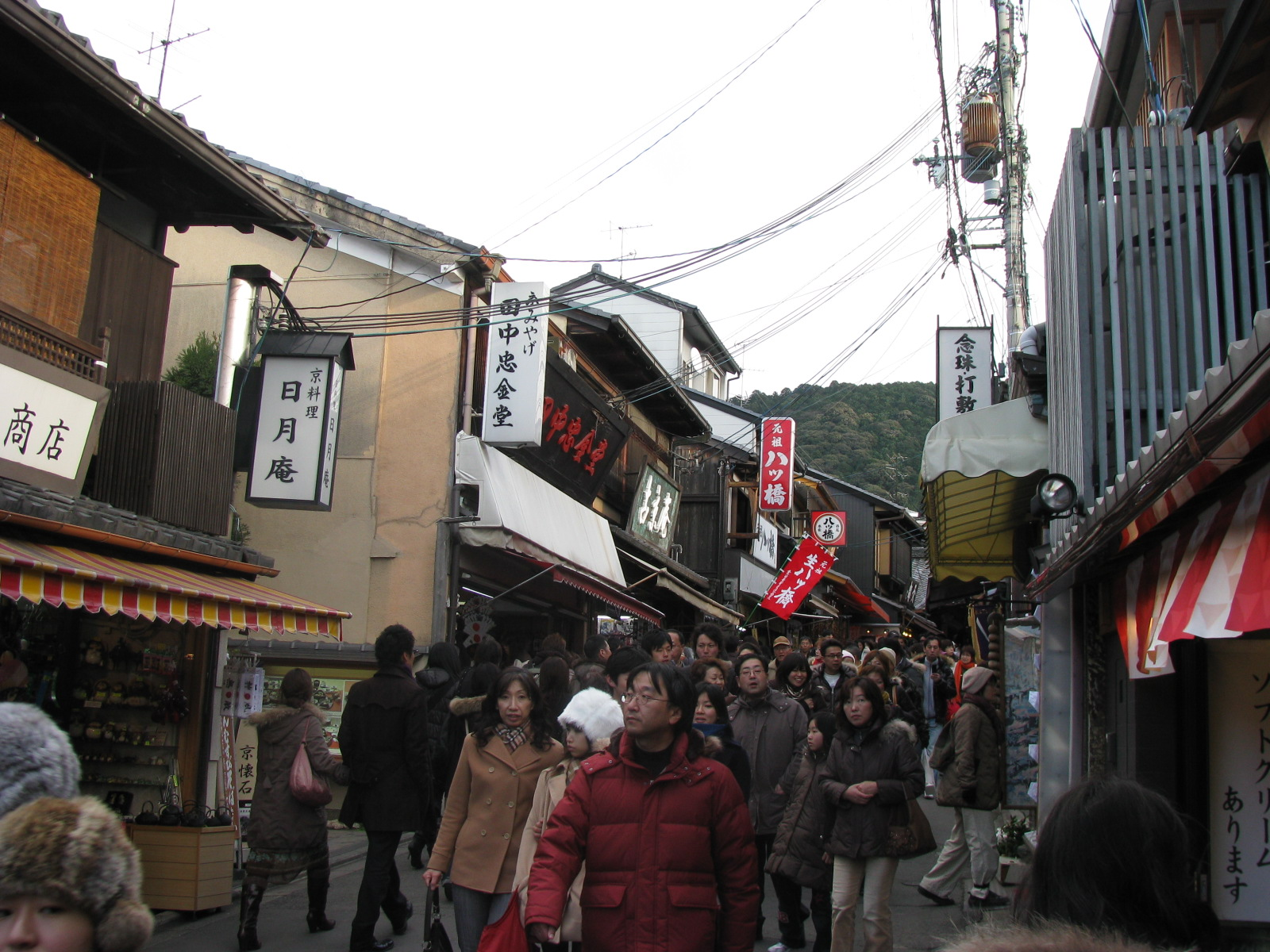
Drumul spre templu
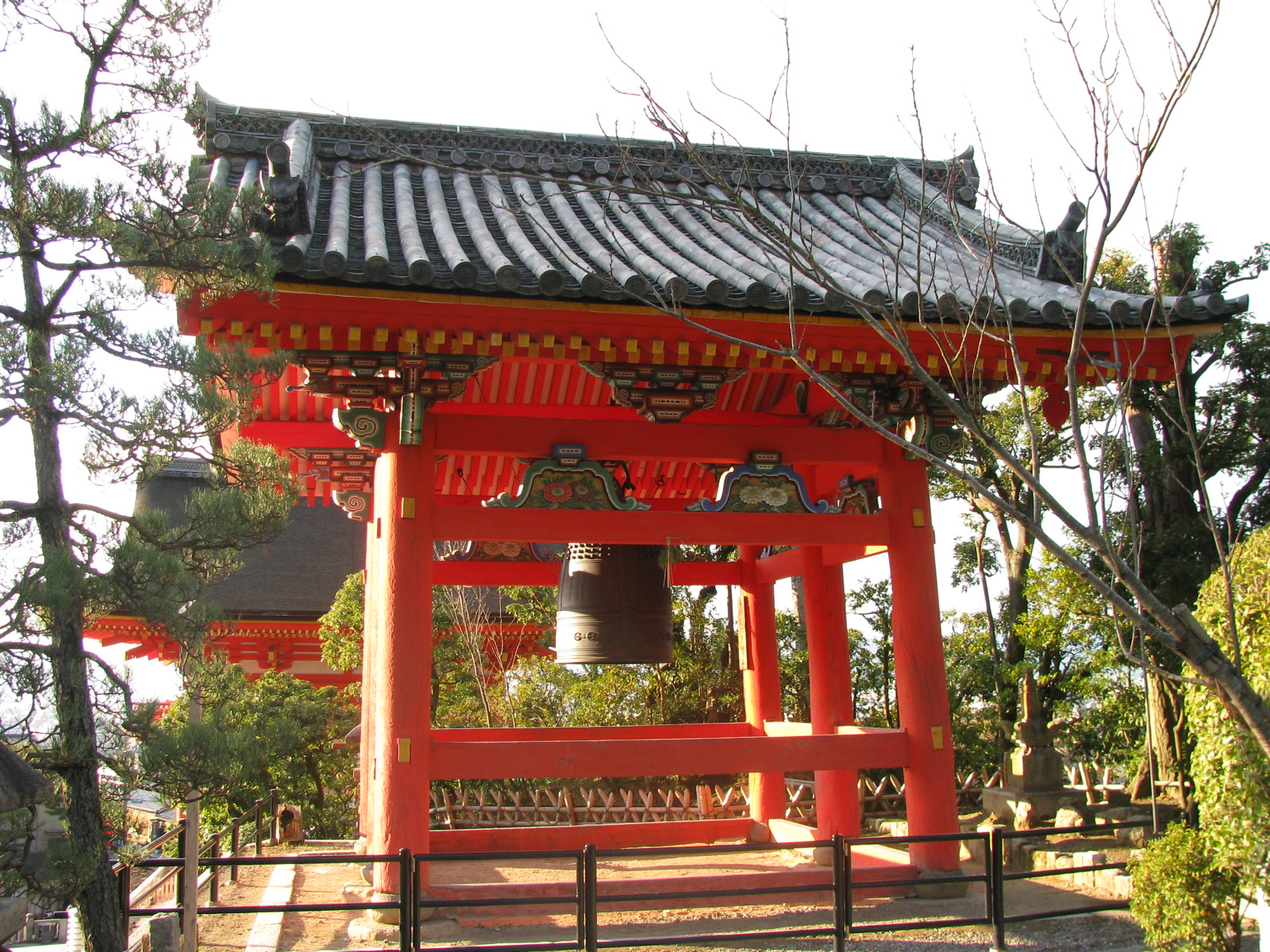
Shoro, clopotnita templului
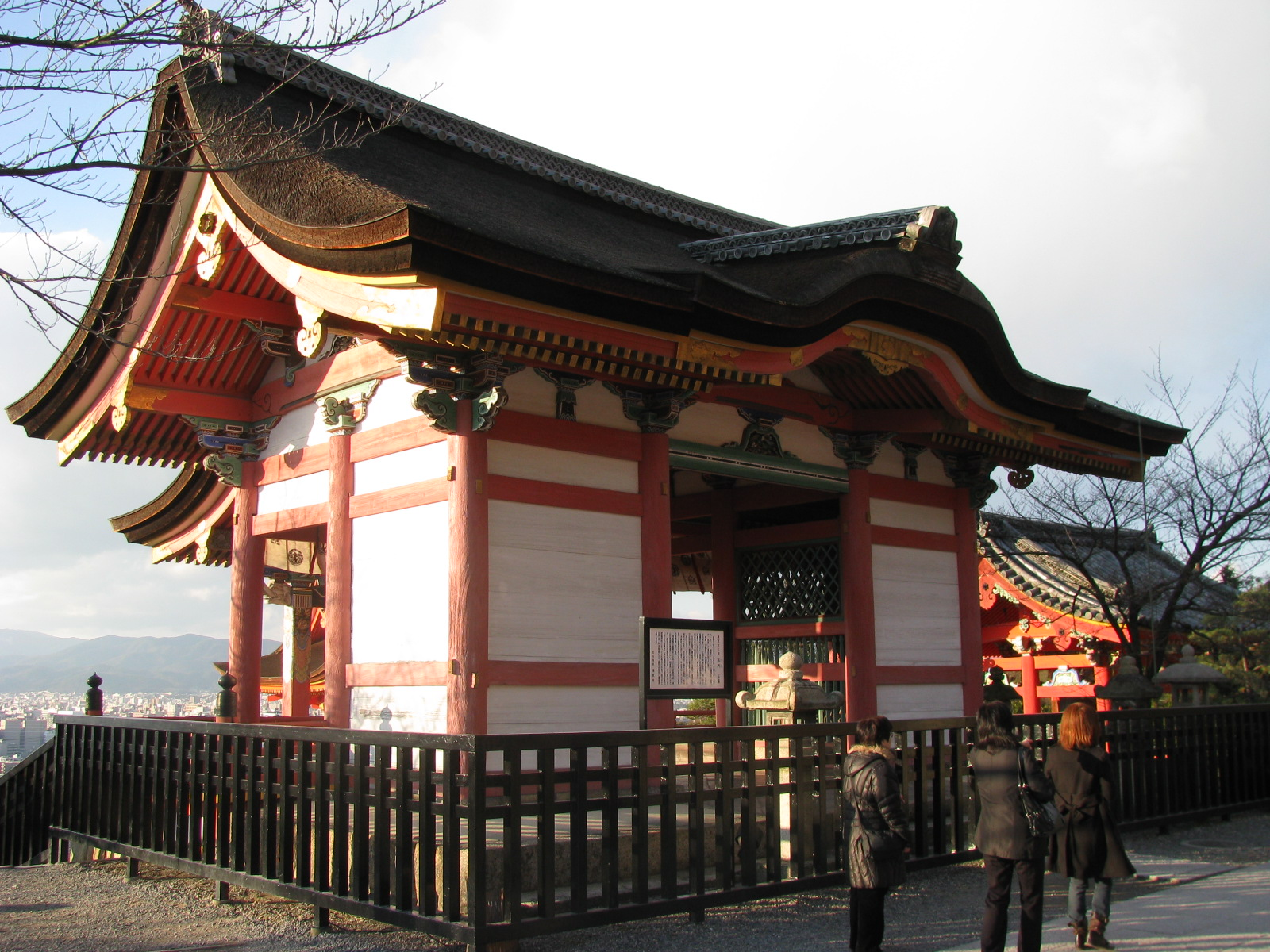
Sai-Mon, „Porṭile de Vest”
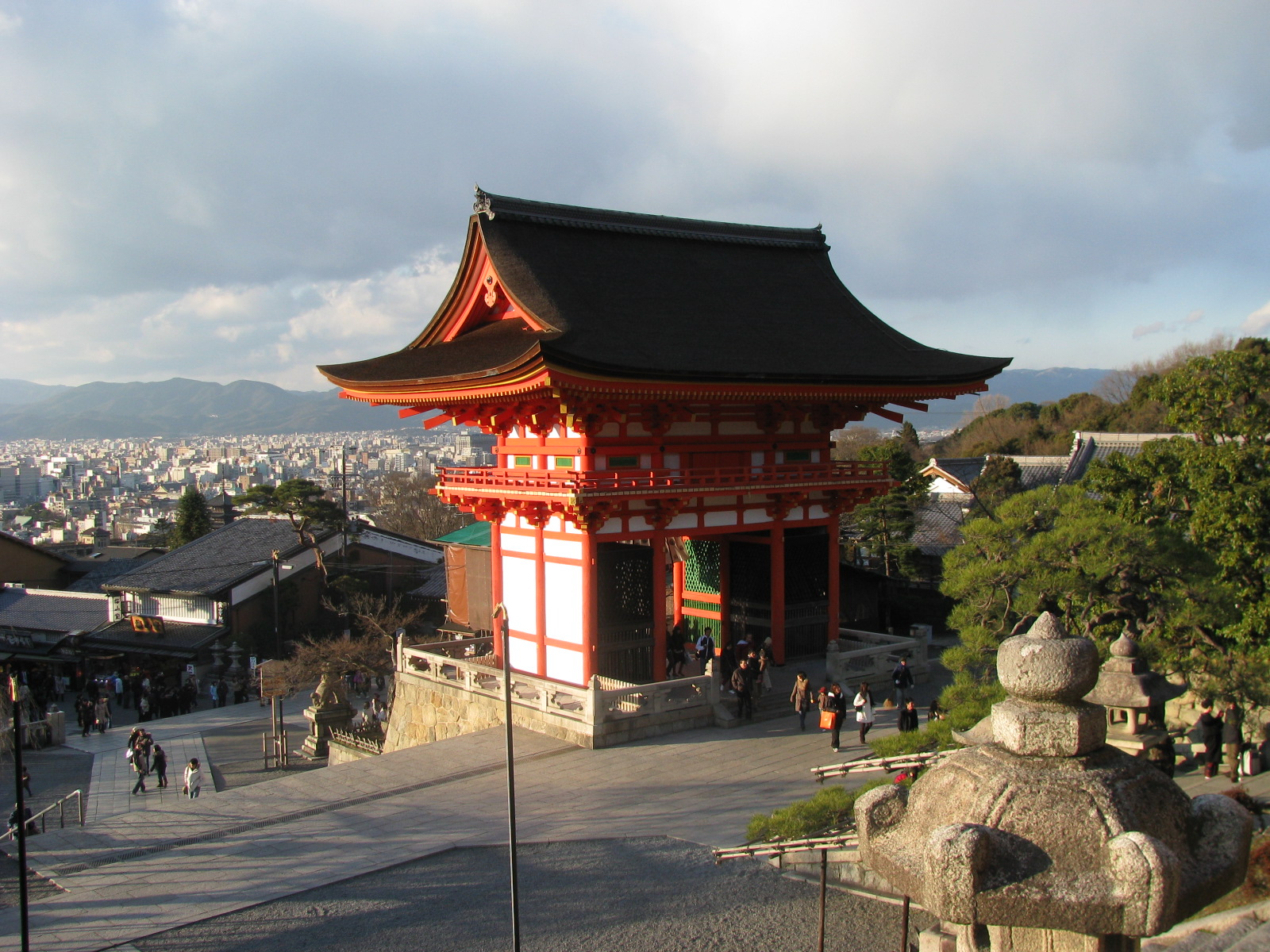
Nio-Mon, „Porţile Regilor Deva”
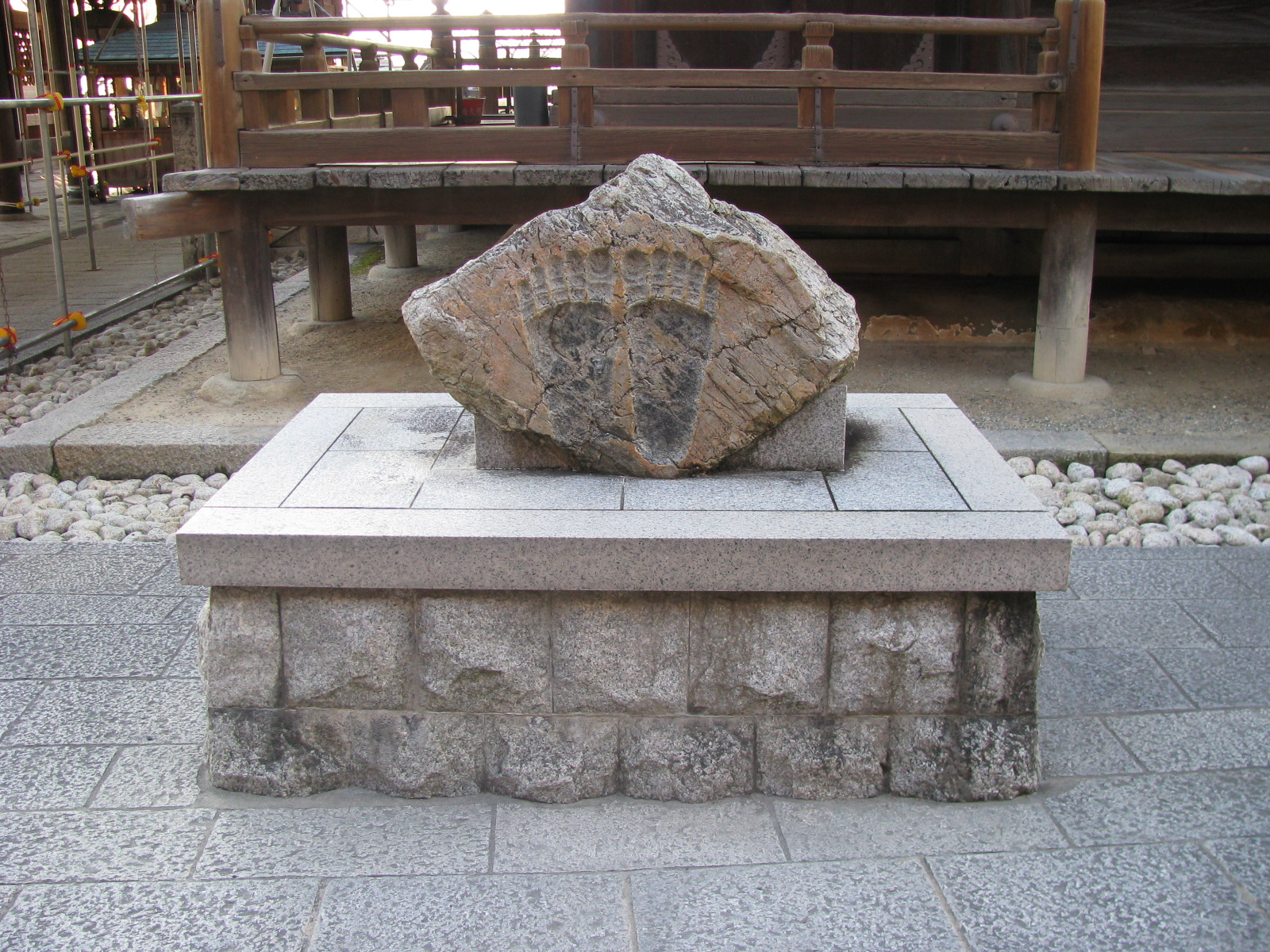
Bussoku-seki, amprentele lui Buddha în piatră
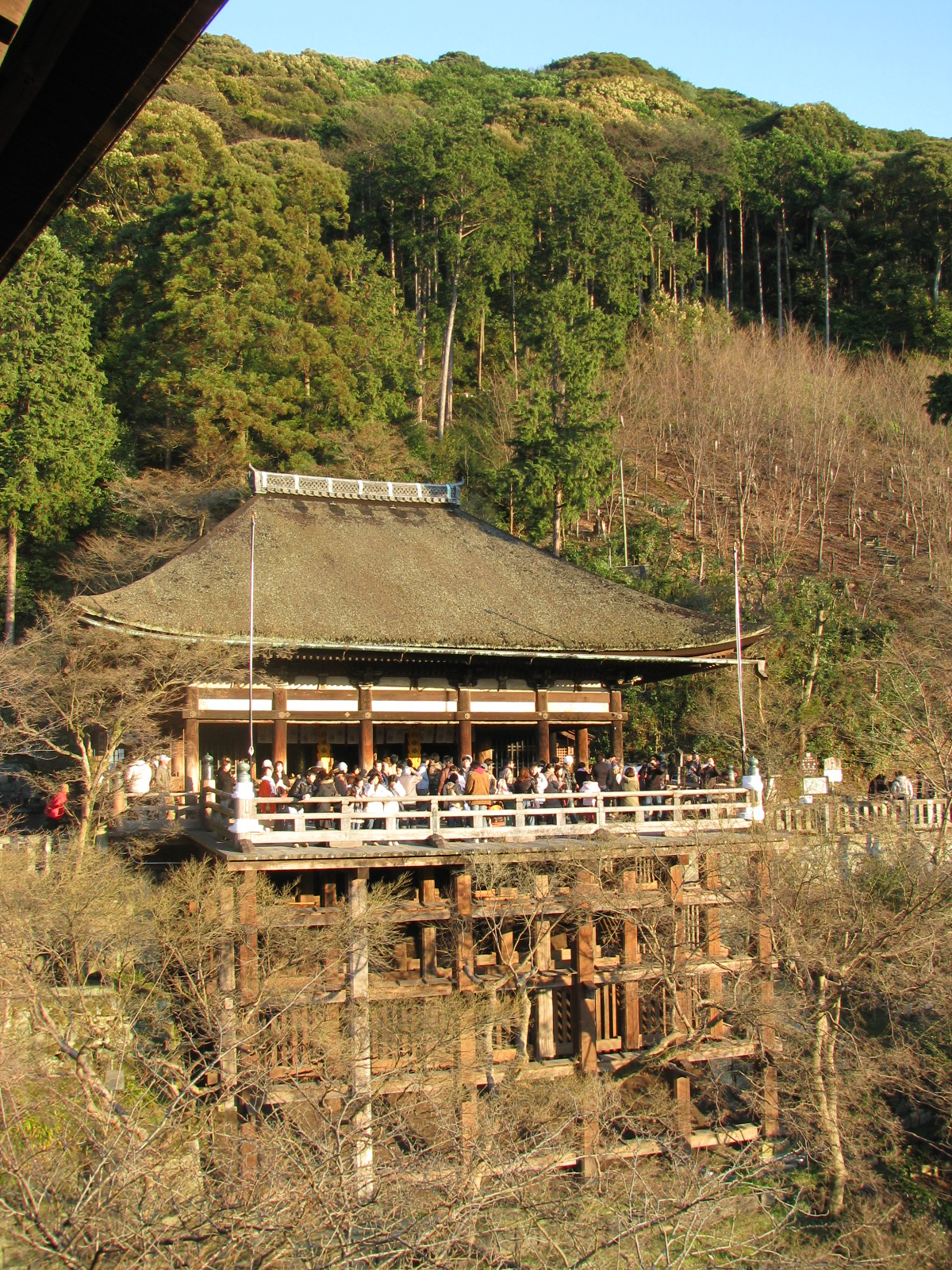
Oku-no-In, templul interior
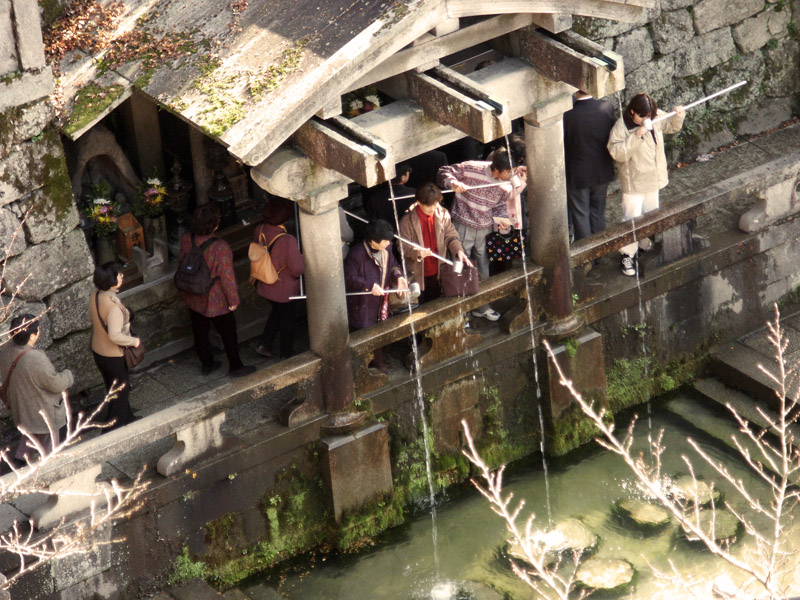
Otowa-no-taki, cascada din care vizitatorii beau pentru sănătate, longevitate şi succes în studii
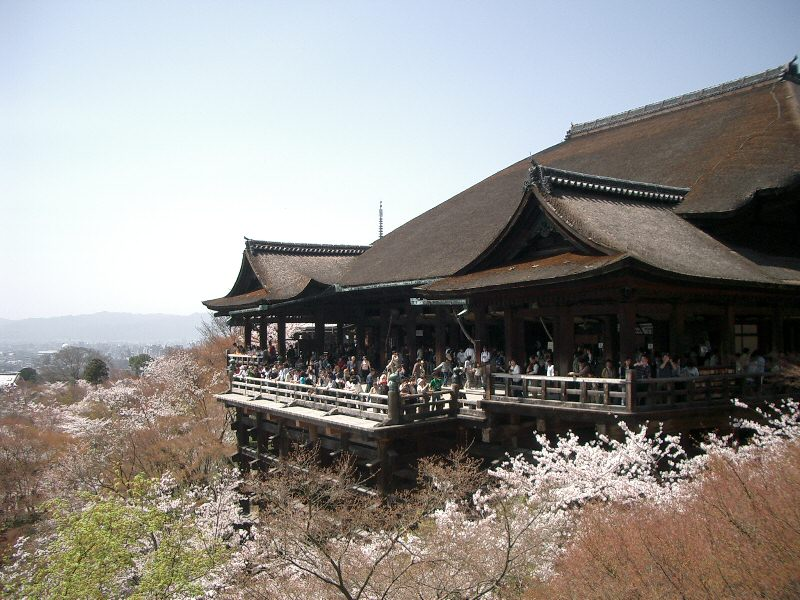
Kiyomizu-dera în perioada de înflorire a sakurei
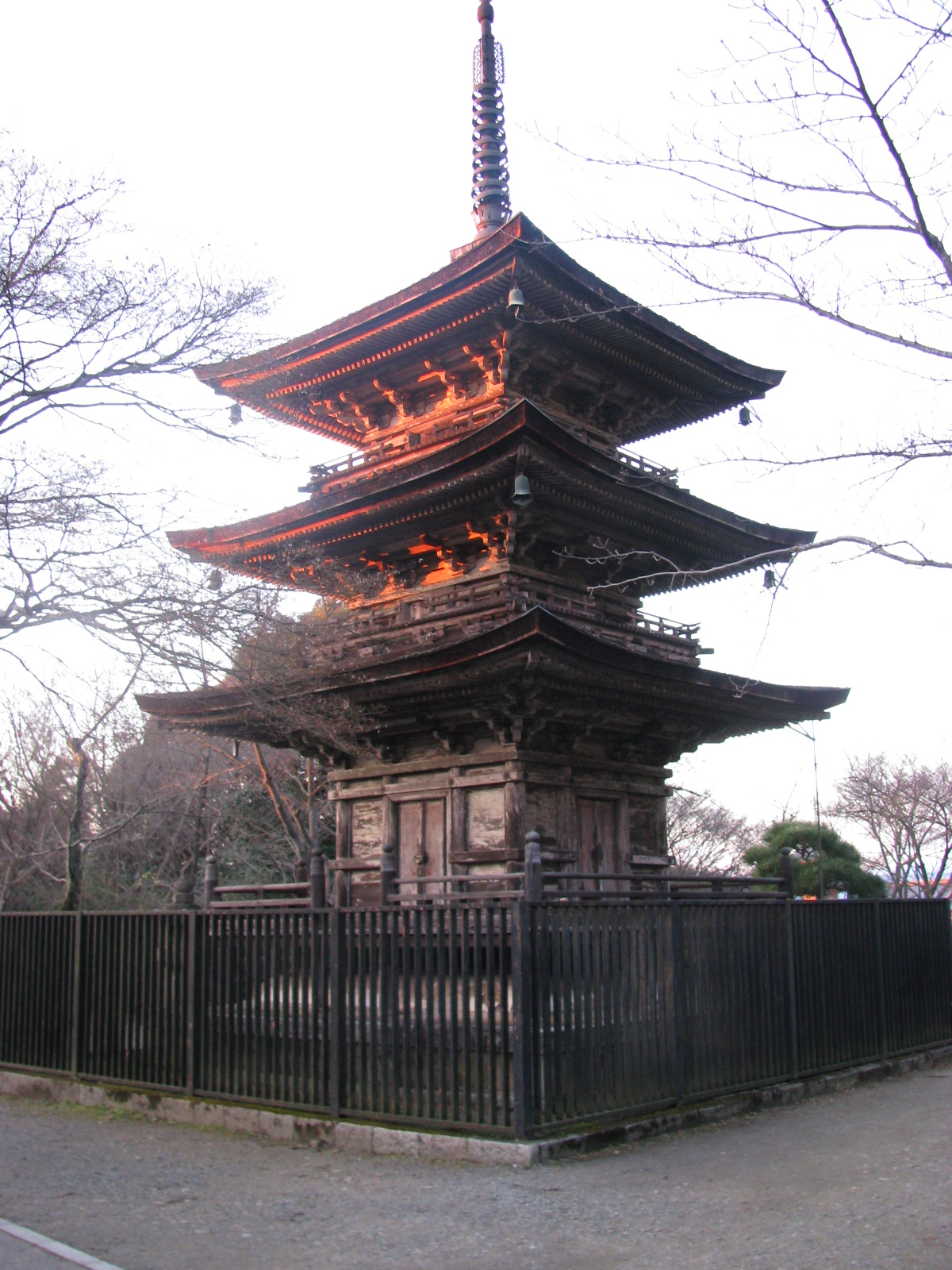
Pagoda Koyasu („naştere uşoară”)

## Vezi și
Monumente istorice ale vechiului Kyoto (orașele Kyoto, Uji și Otsu)